# Bosques de Palermo
O Parque Tres de Febrero, conhecido como Bosques de Palermo, é uma grande zona verde de 25 ha no bairro de Palermo, na Cidade de Buenos Aires, Argentina.
Inaugurado em 1875, trata-se de um conjunto de parques localizado entre as avenidas Casares e Avenida del Libertador, destacando-se pela vegetação, lagos e roseiras, de cujo desenho participou o paisagista Carlos Thays.

## História
A área hoje ocupada pelo parque era conhecida como os "Banhados de Palermo" em memória a Domenico de Palermo, imigrante siciliano chegado à colônia em 1590. Em 1836, o presidente argentino Juan Manuel de Rosas comprou os terrenos do banhado e ergueu ali uma quinta para sua residência, que serviu também de sede do governo. A caída de Rosas na Batalha de Caseros - travada a 3 de fevereiro de 1852 - significou a transferência de todas suas propriedades ao erário público, incluída a Quinta.
Em 1874, por iniciativa do presidente argentino Domingo Faustino Sarmiento, foi criado o parque nos terrenos de Palermo, onde antes se localizava a quinta de Rosas. Por sugestão do deputado Vicente Fidel López, o parque foi chamado Três de Fevereiro em homenagem à derrota de Rosas em Caseros. Um grupo de técnicos europeus, convocados por Sarmiento, trabalhou na constituição do parque, cujos primeiros trabalhos foram dirigidos pelo engenheiro militar polonês Jordán Czelaw Wysocky. Em setembro de 1874 foi realizado um concurso para o traçado; apesar de que o projeto ganhador foi o de Adolfo Methfessel e Karl Böermel, este foi logo substituído pelo projeto do arquiteto belga Julio Dormal.

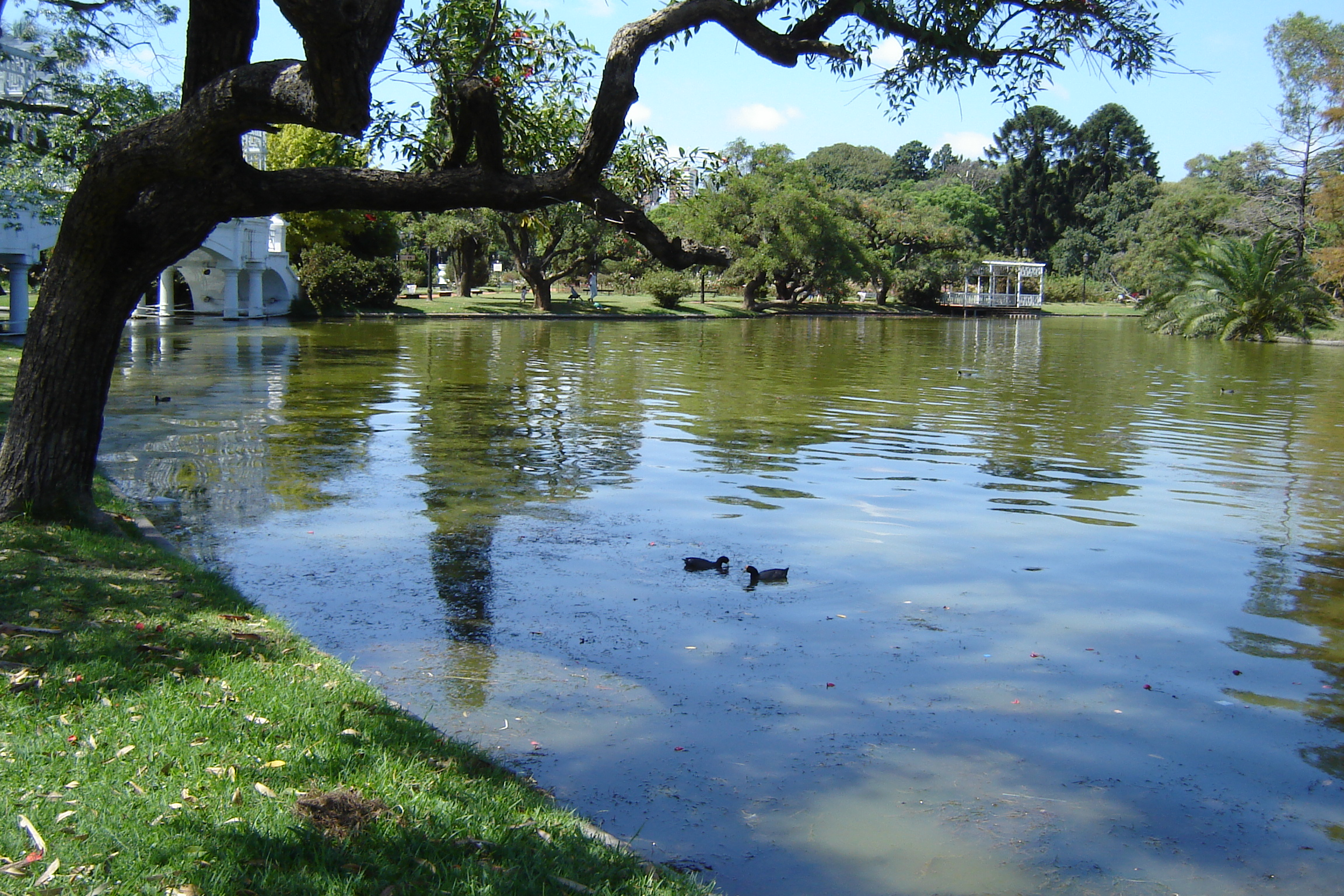
Vista ao lago do "Rosedal", um dos lagos do parque.

No dia 11 de novembro de 1875 o parque foi inaugurado pelo então presidente Nicolás Avellaneda, que no seu discurso afirmou o que povo poderia passear "no seu Bois de Boulogne, seu Hyde Park ou seu Central Park". Trinta e cinco mil pessoas assistiram à inauguração; porém, como os trabalhos de traçado se demoraram durante anos, o parque foi inicialmente pouco frequentado. Na década de 1880 o parque foi alvo de grandes obras, especialmente durante o governo do intendente Torcuato de Alvear, que terminaram transformando-o no passeio mais importante da cidade. Foram construídos viveiros de plantas, estufas e ambientes para exposições agropecuárias, com ênfase nos avances tecnológicos da época. Entre 1889 e 1892 foi construído o Jardim Zoológico, um importante atrativo. Em 1888 o parque passou à esfera da Municipalidade da cidade.
Uma feição mais moderna para o espaço foi dada pelo arquiteto paisagista francês Carlos Thays, Diretor Geral de Passeios Públicos da cidade. Entre 1892 e 1914, Thays selecionou e planificou cuidadosamente as espécies vegetais plantadas e os elementos decorativos como pontes, bancos, lagos, fontes, postes de iluminação e outros para criar variados ambientes no parque. Um Jardím Botânico foi criado por Thays em 1893, na parte oeste do parque.
Em 1900, no lugar antes ocupado pelo casarão de Rosas, foi instalada uma estátua de bronze do Presidente Sarmiento da autoria do escultor francês Auguste Rodin. Em 1910 foi iniciada a construção do Monumento dos Espanholes - presente da comunidade espanhola na cidade - terminado em 1927. Em 1914 foi inaugurado o Rosedal, com um traçado projetado pelo paisagista Benito Carrasco, e o Planetário Galileo Galilei foi inaugurado em 1966.

## Descrição
Entre as atrações localizadas no parque e arredores estão:
- Rosedal
- Planetário Galileo Galilei
- Museu Eduardo Sívori
- Zoológico de Buenos Aires
- Jardim Botânico de Buenos Aires
- Jardim Japonês de Buenos Aires